# 牛仙童
牛仙童（？—739年），唐朝宦官，唐玄宗时期内谒者监。
幽州镇将赵堪与白真罗，让平卢军使乌知义与奚军交战，先胜后败。幽州节度使张守珪上奏说获胜。唐玄宗命令牛仙童去调查。张守珪贿赂牛仙童，归罪于白真罗，逼令他上吊而死。其他宦官妒嫉唐玄宗对牛仙童的宠信，向皇帝揭发了此事。玄宗大怒，开元十七年（739年）六月十三日，命杨思勖杖毙牛仙童。杨思勖在架子上捆上牛仙童，打了数百棍，將牛仙童杖毙後挖掉了他的心肝，割下他的肉，截断手足，剔肉来吃。张守珪被贬为括州刺史。太子太师萧嵩曾以城南良田数顷行贿牛仙童，被李林甫揭发，萧嵩被贬为青州刺史。